# Barming
Barming is een civil parish in het bestuurlijke gebied Maidstone, in het Engelse graafschap Kent met 1690 inwoners.